# Sclerothorax
Sclerothorax – monogatunkowy rodzaj płaza z rzędu temnospondyli. Jedyny przedstawiciel rodziny Sclerothoracidae.
Żył we wczesnym triasie (olenek) na terenie dzisiejszych Niemiec. Osiągał długość około 0,5 m – lektotyp (HLD–V 607) ma 48 cm długości, z czego na czaszkę przypada 17 cm. Zęby były niewielkie – miały zaledwie 5–8 mm długości. Sclerothorax cechował się bardzo szeroką czaszką, najszerszą w okolicy pyska. U przedstawicieli tego rodzaju obecne były pleurocentra. Ogół cech wskazuje, że Sclerothorax prowadził w dużej mierze lądowy tryb życia.
Analiza kladystyczna, porównująca 70 cech budowy szkieletu 18 taksonów płazów, wykazała, że Sclerothorax należy do wyższych temnospondyli i jest taksonem siostrzanym do rodzajów Mastodonsaurus i Paracyclotosaurus.

## Filogeneza
Uproszczony kladogram za Schoch, Fastnacht, Fichter & Keller, 2007
```
Stereospondyli

|----
Uranocentrodon

|----
Lydekkerina

|----
Laidleria

| | `----
Siderops

| `----
Gerrothorax

|----
Paracyclotosaurus

| | `----
Mastodonsaurus

| `----
Sclerothorax

|----
Benthosuchus

|----
Trematolestes

`----
Dutuitosaurus
```